# قطعنامه ۸۴۳ شورای امنیت
قطعنامه ۸۴۳ شورای امنیت سازمان ملل متحد که در تاریخ ۱۸ ژوئن ۱۹۹۳ تصویب شد، سندی بین‌المللی دربارهٔ یوگسلاوی سابق است. این قطعنامه طی نشست ۳۲۴۰ام با ۱۵ رای موافق، ۰ مخالف و ۰ ممتنع تصویب شد.